# Тохтоа-бекі
Тохтоа-бекі (монг. Тогтоа бэхи; д/н — бл. 1205/1208) — головний володар (бекі) меркітів у 1157—1203 роках. Вів тривалі війни з монголами.

## Життєпис
Походив з роду меркітських вождів гілки удуїт. Син Тудур-білге-тегіна, одного з вождів меркітів. Про дату народження нічого невідомо. Замолоду брав участь у походах батька. Під час однієї з битв із монголами Тудур-білге-тегін був узятий в полон монгольським вождем Кадан-тайши і пізніше убитий. Тохтоа отримав поранення, відступивши з правим крилом війська. Через 3 роки Тохтоа виступив проти монголів, але потрапив в оточення, отримав 16 поранень, але втік.
Згодом дружина його брата Оелун була захоплена монгольським вождем Єсугеєм. Тохтоа-бекі з меркітськими вождями Дайрі-Усуном і Каатай-Дарманом близько 1184 (за іншими відомостями 1180) року на чолі 300 вояків напав на сина вже померлого на той час Єсугея — Темуджіна, захопивши в полон його дружину Борте. На той момент Тохтоа об'єднав під своєю владою усі меркітські племена. Його ставка розташовувалася в місцині Нарсантуй (біля сучасного села Нарсата, Бурятія). У новій битві біля Селенги меркіти зазнали поразки від Темуджина. 
У 1198 році Тохтоа виступив проти вождя киреїтів Ван-Хана, але зазнав поразки. Син вождя меркітів — Тогуз-бекі — загинув, інші сини (Хуту і Чілаун) і доньки (Хутуктай й Чаарун) потрапили у полон (пізніше під час набігу найманів на чолі із Коксей-Сабрахом на киреїтів кочовища їм вдалося втекти). Тохтоа-бекі втік до Баргузинської долини, під захист племені баргутів.
1200 року уклав союз з Таргутай-Кірілтухом, вождем таджуїтів. Втім меркіто-таджуїтське військо зазнало поразки від союзу Чинсигхана і Ван-Хана. 1201 року син Тохтоа — Хуту — брав участь в обранні вождя племені джаджират Джамухи гурханом. У 1204 році Тохтоа-бекі спільно з Джамухою та Таян-ханом, вождем найманів, виступив проти Чингисхана, проте зазнав поразки. Восени того ж року Тохтоа-бекі в битві біля джерела Карадал знову зазнав поразки. Монголам підкорилося меркітське плем'я удуїт. Сам бекі втік до найманського вождя Буюрук-хана, на своєю шляху підкорив 5 вождів єнісейських киргизів.
Навесні 1205 (за іншими відомостями 1208) року Тохтоа-бекі і найман Кучлук-хан зійшлися з Чингисханом у новій битві — біля річки Бухтарма (долина Іртишу), в якій меркіто-найманське військо зазнало поразки, а сам Тохтоа-бекі загинув. Боротьбу продовжив його син Хуту.